# London Grand Prix
London Grand Prix je atletický mítink Diamantové ligy pořádaný v britském Londýnu.

## Rekordy mítinku

### Muži
| Disciplína                   | Výkon               | Atlet                                                               | Rok rekordu |
| ---------------------------- | ------------------- | ------------------------------------------------------------------- | ----------- |
| Běh na 100 metrů             | 9,78 (-0.4 m/s)     | Tyson Gay                                                           | 2010        |
| Běh na 200 metrů             | 19,47 (+1.6 m/s)    | Noah Lyles                                                          | 2023        |
| Běh na 400 metrů             | 43,74               | Matthew Hudson-Smith                                                | 2024        |
| Běh na 800 metrů             | 1:42,00             | Emmanuel Wanyonyi                                                   | 2025        |
| Běh na 1 míli                | 3:45,96             | Hišám Al-Karúdž                                                     | 2000        |
| Běh na 3000 metrů            | 7:27,64             | Mohamed Katir                                                       | 2021        |
| Běh na 5000 metrů            | 12:55,51            | Haile Gebrselassie                                                  | 2004        |
| Běh na 110 metrů překážek    | 12,93 (+0.6 m/s)    | Aries Merritt                                                       | 2012        |
| Běh na 400 metrů překážek    | 47,12               | Karsten Warholm                                                     | 2019        |
| Běh na 3000 metrů překážek   | 8:06,86             | Brimin Kiprop Kipruto                                               | 2013        |
| Skok do výšky                | 241 cm              | Javier Sotomayor                                                    | 1994        |
| Skok o tyči                  | 603 cm              | Renaud Lavillenie                                                   | 2015        |
| Skok daleký                  | 858 cm (+1.4 m/s)   | Luvo Manyonga                                                       | 2018        |
| Trojskok                     | 17,78 m (0,6 m / s) | Christian Taylor                                                    | 2016        |
| Vrh koulí                    | 23,07 m             | Ryan Crouser                                                        | 2023        |
| Hod diskem                   | 71,70 m Rekord DL   | Mykolas Alekna                                                      | 2025        |
| Hod oštěpem                  | 90,81 m             | Steve Backley                                                       | 2001        |
| Běh na 4 × 100 metrů         | 37,60               | Chijindu Ujah Zharnel Hughes Richard Kilty Nethaneel Mitchell-Blake | 2019        |
| Zdroj na IAFF Diamond League |                     |                                                                     |             |

### Ženy
| Disciplína                   | Výkon                       | Atletka                                                               | Rok rekordu |
| ---------------------------- | --------------------------- | --------------------------------------------------------------------- | ----------- |
| Běh na 100 metrů             | 10,75 (+1.2 m/s)            | Marie-Josée Ta Lou                                                    | 2023        |
| Běh na 200 metrů             | 21,71 (-0,6 m / s)          | Julien Alfredová                                                      | 2025        |
| Běh na 400 metrů             | 48,57 Rekord DL             | Nickisha Pryceová                                                     | 2024        |
| Běh na 800 metrů             | 1:54,61                     | Keely Hodgkinsonová                                                   | 2024        |
| Běh na 1500 metrů            | 3:54,75                     | Gudaf Tsegayová                                                       | 2025        |
| Běh na 1 míli                | 4:11,88                     | Gudaf Tsegayová                                                       | 2025        |
| Běh na 3000 metrů            | 8:21,64                     | Sonia O'Sullivanová                                                   | 1994        |
| Běh na 5000 metrů            | 14:12,29                    | Gudaf Tsegayová                                                       | 2023        |
| Běh na 100 metrů překážek    | 12,20 (0,3 m / s) Rekord DL | Kendra Harrisonová                                                    | 2016        |
| Běh na 400 metrů překážek    | 51,30 Rekord DL             | Femke Bolová                                                          | 2024        |
| Běh na 3000 metrů překážek   | 8:57,35                     | Jackline Chepkoechová                                                 | 2023        |
| Skok do výšky                | 205 cm                      | Kajsa Bergqvistová                                                    | 2006        |
| Skok o tyči                  | 500 cm                      | Jelena Isinbajevová                                                   | 2005        |
| Skok daleký                  | 702 cm (-0,5 m/s)           | Malaika Mihambo                                                       | 2019        |
| Trojskok                     | 15,27 m (+1.2 m/s)          | Yamilé Aldamaová                                                      | 2003        |
| Vrh koulí                    | 20,90 m                     | Valerie Adamsová                                                      | 2013        |
| Hod diskem                   | 69,94 m                     | Sandra Perkovićová                                                    | 2016        |
| Hod oštěpem                  | 68,26 m                     | Barbora Špotáková                                                     | 2017        |
| Běh na 4 × 100 metrů         | 41,55 Rekord DL             | Dina Asherová-Smithová Imani Lansiquotová Amy Huntová Daryll Neitaová | 2024        |
| Zdroj na IAFF Diamond League |                             |                                                                       |             |

## Ročníky
- Aviva London Grand Prix 2010
- Aviva London Grand Prix 2011
- Aviva London Grand Prix 2012
- Aviva London Grand Prix 2013
- Glasgow Grand Prix 2014
- Aviva London Grand Prix 2015
- Aviva London Grand Prix 2016
- Aviva London Grand Prix 2017
- Aviva London Grand Prix 2018
- Aviva London Grand Prix 2019
- Aviva London Grand Prix 2020
- Aviva London Grand Prix 2021
- Aviva London Grand Prix 2022
- Aviva London Grand Prix 2023